# والاس رايدر فارينغتون
والاس رايدر فارينغتون (بالإنجليزية: Wallace Rider Farrington)‏ هو ناشر أمريكي، ولد في 3 مايو 1871 في أورونو في الولايات المتحدة، وتوفي في 6 أكتوبر 1933 في إقليم هاواي ‏ في الولايات المتحدة.